# Brouwerij De Wever
Brouwerij De Wever was een bierbrouwerij in het Oost-Vlaamse Dikkele (Zwalm) in België. Het bedrijf was actief van 1892 tot 1983.

## Drie generaties

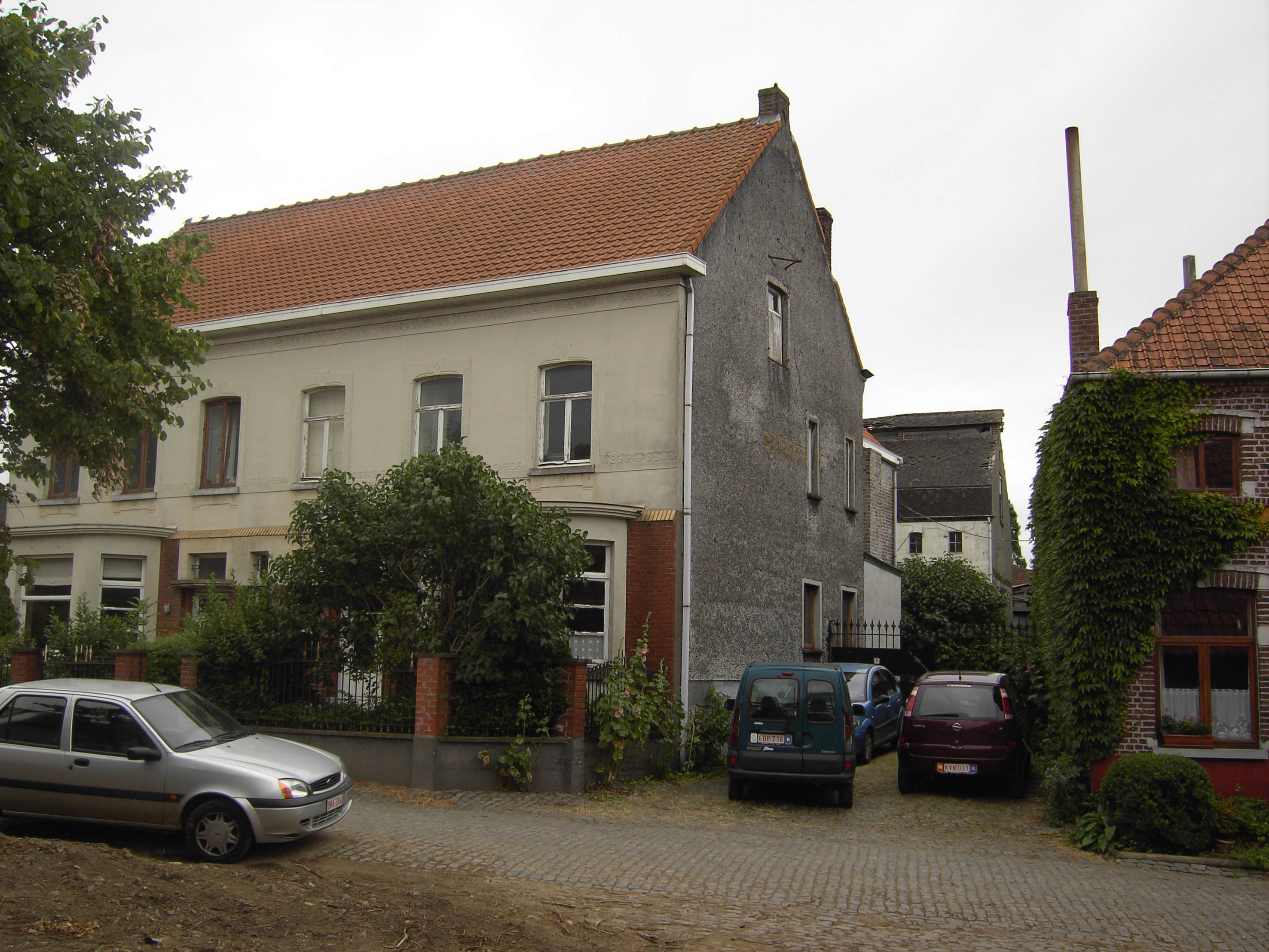
Achteraan de oude brouwerij.

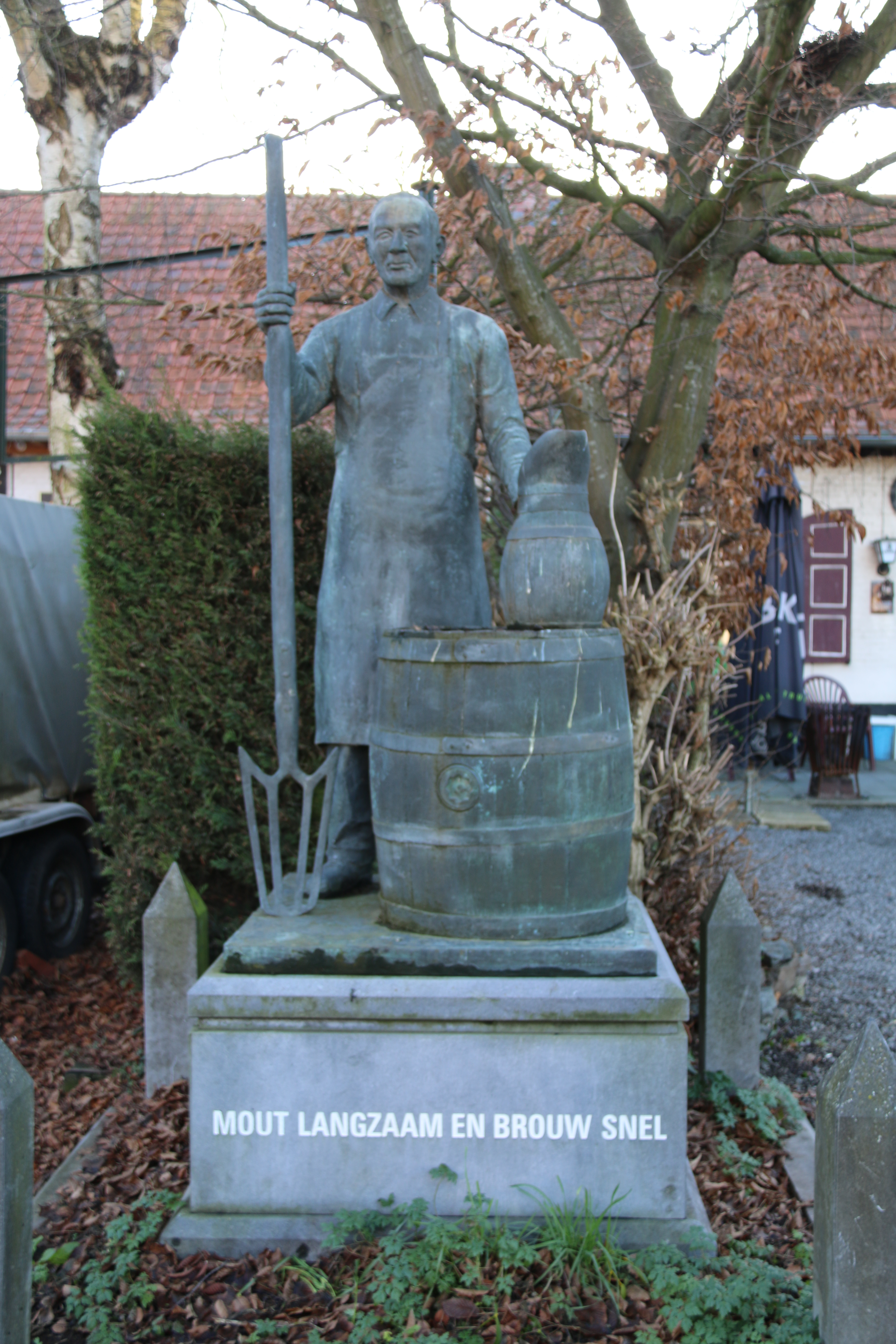
Standbeeld brouwer

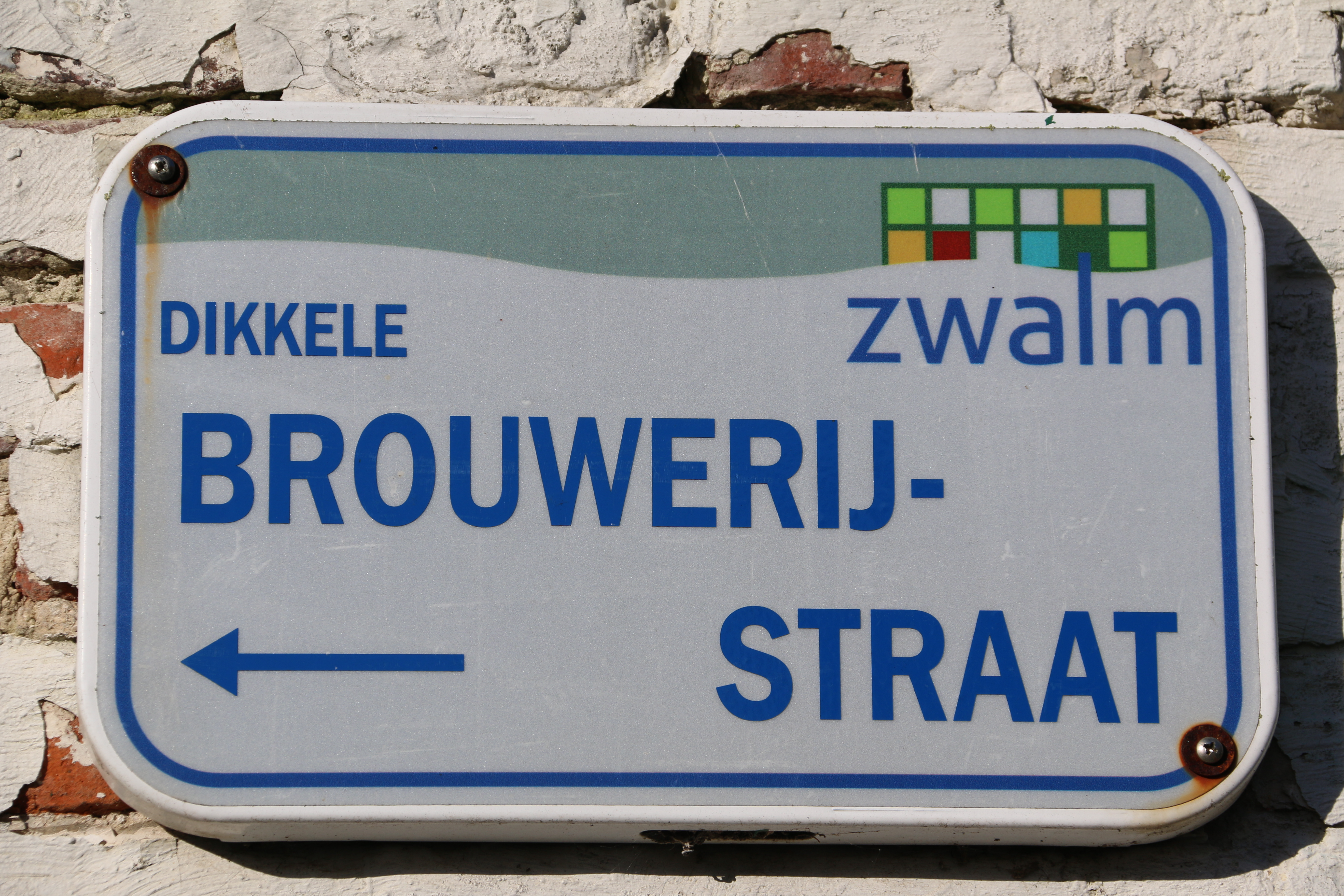
Brouwerijstraat

In 1892 kocht Theophiel Prosper De Wever (1869-1915) toen wonende in Ooike (Wortegem-Petegem) de vroegere Brouwerij Excelsior (1877) over van P. Van der Stricht. De familie Van der Stricht bouwde later een grotere brouwerij Brouwerij Excelsior uit aan de Steendam te Gent.
Na het overlijden van de stichter De Wever zetten zijn vrouw Leonie Van de Casteele (1870-1926) en de zonen de activiteit verder. De brouwerij bleef bestaan tot in 1983, tot de overname door Brouwerij Kronenbourg. De familie De Wever baatte - in de derde generatie - het bedrijf nog verder uit als bierdepot, ondertussen is ook die activiteit als stilgelegd.
Bekendste bieren waren Duc, Hercule Pils, Stout, Oud Bruin en Export. De brouwerij en de woningen, die in 1934 werden verbouwd, staan er nog steeds aan de Brouwerijstraat.
Het bier werd gebrouwen met water uit een eigen bron die binnen het bedrijf lag. In noodgevallen kon men een beroep doen op een bovengrondse bron bij de familie Vermassen in de nabijgelegen Kuiperstraat. Die bron is nu nog altijd vanaf de openbare weg goed zichtbaar.
Naast de oude brouwerij staat een standbeeld van een brouwer die herinnert aan het verleden.